# Изготовитель фонограмм
Изготовитель фонограммы — лицо, взявшее на себя инициативу и ответственность за первую запись звуков исполнения или других звуков либо отображений этих звуков. При отсутствии доказательств иного изготовителем фонограммы признается лицо, имя или наименование которого указано обычным образом на экземпляре фонограммы и (или) его упаковке.

## Права изготовителя фонограммы
Изготовителю фонограммы принадлежат:
- исключительное право на фонограмму;
- право на указание на экземплярах фонограммы и (или) их упаковке своего имени или наименования;
- право на защиту фонограммы от искажения при её использовании;
- право на обнародование фонограммы, то есть на осуществление действия, которое впервые делает фонограмму доступной для всеобщего сведения путём её опубликования, публичного показа, публичного исполнения, сообщения в эфир или по кабелю либо иным способом. При этом опубликованием (выпуском в свет) является выпуск в обращение экземпляров фонограммы с согласия изготовителя в количестве, достаточном для удовлетворения разумных потребностей публики.

## Исключительное право на фонограмму
Изготовителю фонограммы принадлежит исключительное право использовать фонограмму любым не противоречащим закону способом (исключительное право на фонограмму). Использованием фонограммы считается:
- публичное исполнение, то есть любое сообщение фонограммы с помощью технических средств в месте, открытом для свободного посещения, или в месте, где присутствует значительное число лиц, не принадлежащих к обычному кругу семьи, независимо от того, воспринимается фонограмма в месте её сообщения или в другом месте одновременно с её сообщением;
- сообщение в эфир, то есть сообщение фонограммы для всеобщего сведения посредством её передачи по радио или телевидению (в том числе путём ретрансляции), за исключением сообщения по кабелю. При этом под сообщением понимается любое действие, посредством которого фонограмма становится доступной для слухового восприятия независимо от её фактического восприятия публикой. При сообщении фонограммы в эфир через спутник под сообщением в эфир понимается прием сигналов с наземной станции на спутник и передача сигналов со спутника, посредством которых фонограмма может быть доведена до всеобщего сведения независимо от её фактического приема публикой;
- сообщение по кабелю, то есть сообщение фонограммы для всеобщего сведения посредством её передачи по радио или телевидению с помощью кабеля, провода, оптического волокна или аналогичных средств (в том числе путём ретрансляции);
- доведение фонограммы до всеобщего сведения таким образом, что лицо может получить доступ к фонограмме из любого места и в любое время по собственному выбору (доведение до всеобщего сведения);
- воспроизведение, то есть изготовление одного и более экземпляра фонограммы или части фонограммы. При этом запись фонограммы или части фонограммы на электронном носителе, в том числе запись в память ЭВМ, также считается воспроизведением, кроме случая, когда такая запись является временной и составляет неотъемлемую и существенную часть технологического процесса, имеющего единственной целью правомерное использование записи или правомерное доведение фонограммы до всеобщего сведения;
- распространение фонограммы путём продажи или иного отчуждения оригинала или экземпляров, представляющих собой копию фонограммы на любом материальном носителе;
- импорт оригинала или экземпляров фонограммы в целях распространения, включая экземпляры, изготовленные с разрешения правообладателя;
- прокат оригинала и экземпляров фонограммы;
- переработка фонограммы.

## Коллективное управление смежными правами изготовителей фонограмм
Действующее российское законодательство в статье 1244 Гражданского кодекса Российской Федерации называет две сферы коллективного управления смежными правами изготовителей фонограмм, в отношении которых предусмотрена государственная аккредитация организаций, управляющих правами изготовителей фонограмм на коллективной основе:
- осуществление прав изготовителей фонограмм на получение вознаграждения за публичное исполнение, а также за сообщение в эфир или по кабелю фонограмм, опубликованных в коммерческих целях;
- осуществление прав авторов, исполнителей, изготовителей фонограмм и аудиовизуальных произведений на получение вознаграждения за воспроизведение фонограмм и аудиовизуальных произведений в личных целях;

6 августа 2008 года согласно Приказу Руководителя Федеральной службы по надзору за соблюдением законодательства в области охраны культурного наследия (Росохранкультура) № 137 аккредитацию в первой сфере коллективного управления правами получила Всероссийская организация интеллектуальной собственности.
Аккредитованной организацией во второй сфере, на основании Приказа Росохранкультуры от 24.09.2010 № 167, стала Общероссийская общественная организация «Российский Союз Правообладателей».

## Правовые акты
- Гражданский Кодекс РФ (Часть 4) от 18.12.2006 N 230-ФЗ (принят ГД ФС РФ 24.11.2006)